# Discipline (альбом King Crimson)
Discipline (рус. «Дисциплина») — восьмой студийный альбом британской группы King Crimson, выпущенный 2 октября 1981 года.

## Об альбоме
30 апреля 1981 года новая группа Discipline (ключевое слово в философских воззрениях Роберта Фриппа) дала свой первый публичный концерт в пабе города Бэт в Англии. Естественно, Фрипп сомневался по поводу воскрешения имени King Crimson, особенно в свете того, как глубоко он его похоронил в 1974 году. Музыкальный бизнес остался, по существу, таким же монолитом, каким и был, а после всего происшедшего имя King Crimson стало синонимом для арт- и «динозаврого» рока (dinosaur rock) — направлений, отвергаемых панк-поколением как излишки. Все же по достижении согласия между членами группы было восстановлено старое название.
Discipline — первый альбом King Crimson после семилетнего перерыва. Основатель группы гитарист Роберт Фрипп и ударник Билл Бруфорд были единственными музыкантами, игравшими в King Crimson ранее. Новыми участниками ансамбля стали гитарист и вокалист Эдриан Белью, игравший ранее с Фрэнком Заппой, Дэвидом Боуи и группой Talking Heads, а также известный сессионный басист Тони Левин, выступавший, в частности, с Питером Гэбриэлом и Джоном Ленноном. Важную роль для звучания новой группы сыграло то, что Левин использовал не только бас-гитару, но и стик Чапмена.
Новые участники группы — не единственный необычный элемент альбома. Помимо того что американцы (Левин и Белью) впервые стали членами King Crimson, это был и первый состав Crimson, в котором кроме Фриппа появился еще один гитарист. Адриан Белью не только играл на гитаре, но и пел, и писал тексты. Новые краски в общее звучание группы внесло использование гитарного синтезатора и обретенная с его помощью способность гитары звучать самым неожиданным образом.
С музыкальной точки зрения, альбом имел звучание, абсолютно отличное от произведений King Crimson 70-х годов. Многие поклонники старых дисков отвергли его, но по мнению других почитателей группы, это самый цельный альбом со времен Larks’ Tongues in Aspic, а возможно, и самый лучший. Он открывает слушателям абсолютно новое лицо King Crimson.
В музыке альбома прослеживаются влияния новой волны, индонезийского гамелана и минимализма.

## Примечания к песням

Одна из версий обложки, нарисованная Стивом Боллом.